# Google Notizen
Google Notizen (englisch Google Keep) ist ein Onlinedienst des US-amerikanischen Unternehmens Google, der die Verwaltung von Text-, Sprach- und Bild-Notizen ermöglicht. Es ist Teil der kostenlosen, webbasierten Google Docs Editors Suite, die noch Google Docs, Google Präsentationen, Google Tabellen, Google Zeichnungen, Google Formulare und Google Sites umfasst.
Notizen können dabei mit anderen Personen geteilt und auch von diesen bearbeitet werden. Es können Notizen farblich markiert und Erinnerung hinzugefügt werden. Mittels Texterkennung können Texte aus Bildern in bearbeitbare Notizen umgewandelt werden und diese wiederum zu Google Docs exportiert werden. Sprachaufnahmen können transkribiert werden.

Logo von Google Keep bis September 2020

Der Dienst wird als mobile App für die Betriebssysteme Android und iOS sowie als Webanwendung im Webbrowser angeboten. Ferner gibt es eine Browser-Erweiterung für den hauseigenen Browser Google Chrome, die auch offline arbeitet. Der Zugriff auf gespeicherte Notizen ist auch direkt über die Weboberfläche von Google Docs möglich.
Google Notizen wird seit dem 20. März 2013 angeboten und ist kostenlos. In Deutschland wird der Dienst ab der Version 2.2.05 „Google Notizen“ genannt.

## Vorgänger
- Google Notizbuch (bis 2009)